# عاشقان (نقاشی)

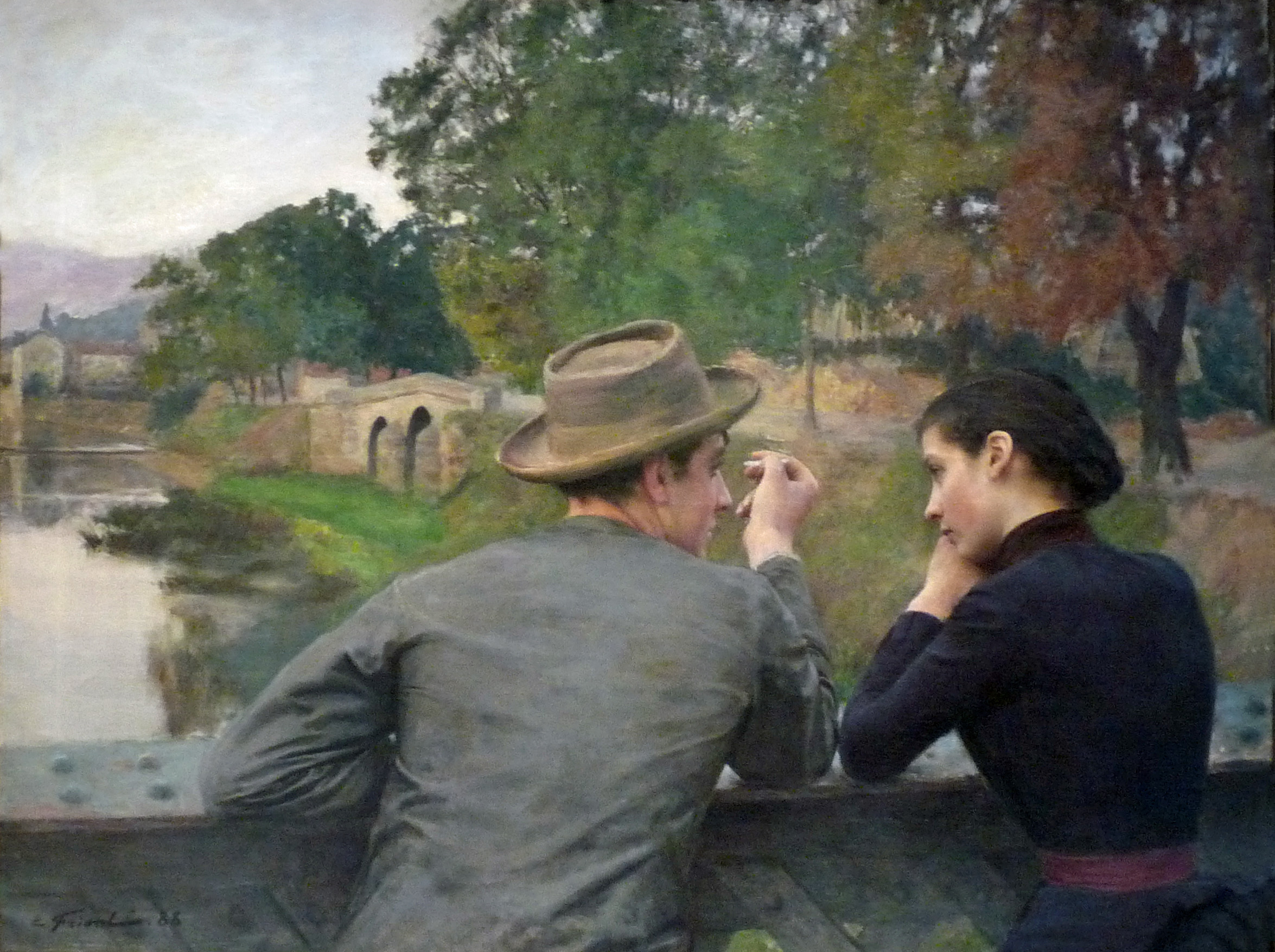

عاشقان، چکامه‌ای در پل (انگلیسی: The Lovers) یا غروب پاییزی یک نقاشی رنگ روغن روی کرباس است که در سال ۱۸۸۸ توسط امیل فراینت کشیده شده. این نقاشی هم‌اکنون در موزه هنرهای شهر نانسی فرانسه است.